# Associazione Calcio Vigevano 1973-1974
Questa pagina raccoglie le informazioni riguardanti l'Associazione Calcio Vigevano nelle competizioni ufficiali della stagione 1973-1974.

## Rosa
| N. |                   | Ruolo | Calciatore         |
| -- | ----------------- | ----- | ------------------ |
|    | Italia (bandiera) |       | Baraldo            |
|    | Italia (bandiera) | A     | Pierangelo Basili  |
|    | Italia (bandiera) | C     | Vittorio Boschetti |
|    | Italia (bandiera) | A     | Giovanni Compagno  |
|    | Italia (bandiera) | D     | Claudio De Gasperi |
|    | Italia (bandiera) | C     | Angelo Desio       |
|    | Italia (bandiera) | P     | Ubaldo Giorgini    |
|    | Italia (bandiera) | A     | Bruno Graziani     |
|    | Italia (bandiera) | D     | Angelo Marini      |
|    | Italia (bandiera) | C     | Giancarlo Marini   |

| N. |                   | Ruolo | Calciatore        |
| -- | ----------------- | ----- | ----------------- |
|    | Italia (bandiera) | A     | Oliviero Menta    |
|    | Italia (bandiera) | A     | Arnaldo Notaro    |
|    | Italia (bandiera) | D     | Nevio Orlandi     |
|    | Italia (bandiera) | C     | Teresio Pezzi     |
|    | Italia (bandiera) | D     | Angelo Sala       |
|    | Italia (bandiera) | D     | Pietro Sala       |
|    | Italia (bandiera) | C     | Ernesto Scorletti |
|    | Italia (bandiera) | D     | Gino Tonelli      |
|    | Italia (bandiera) | P     | Pietro Villa      |